# Gomphidia quarrei
Gomphidia quarrei är en trollsländeart. Gomphidia quarrei ingår i släktet Gomphidia och familjen flodtrollsländor. IUCN kategoriserar arten globalt som livskraftig.

## Underarter
Arten delas in i följande underarter:
- G. q. confinii
- G. q. quarrei